# Jakubčovice nad Odrou
Jakubčovice nad Odrou è un comune della Repubblica Ceca facente parte del distretto di Nový Jičín, nella regione della Moravia-Slesia.